# Фоз до Игуасу
Фоз до Игуасу е град — община в бразилския щат Парана. Намира се на границата с Парагвай. Свързан е чрез Моста на дружбата с парагвайския град Сиудад дел Есте. Населението на Фос до Игуасу е 325 137 жители (2009 г.), а площта му е 238,5 кв. км.